# Isla Ticao
La isla Ticao es una isla filipina con un área total de tierra de (334 km 2 o 129 millas cuadradas) es una de las tres islas principales de la provincia de Masbate en Filipinas . Está separado de la península de Bicol por el paso de Ticao. Las otras dos islas principales son la isla de Masbate (3,290 km 2 o 1,270 millas cuadradas) y la isla de Burias (424 km 2 o 164 millas cuadradas).
La isla está dividida en los municipios de Batuan, Monreal, San Fernando y su ciudad madre, San Jacinto.
La isla de San Miguel está ubicada "justo al lado del extremo norte" de la isla Ticao.

## Paisaje arqueológico y ecológico y paisaje marino de Ticao
La isla de Ticao es conocida como un paisaje arqueológico , posee miles de artefactos precoloniales como la piedra de Rizal inscrita en Baybayin , dientes de espiga de oro de Ticao, frascos de entierro de diseños y varios tamaños, cuentas de jade, estatuas de roca de rostro humano y petrografías de Ticao. Gran parte de las casas en la isla Ticao utilizan estos hallazgos arqueológicos para diseñar sus interiores. La isla es también una frontera ecológica para la conservación de las mantarrayas. La isla también posee una 'subespecie rara' de cerdo verrugoso de Bisayan, que está casi cerca de la extinción.